# Торрес, Хави
Хавье́р То́ррес Буигес (исп. Xavier Torres Buigues; 27 ноября 1986, Хавеа, Испания) — испанский футболист, полузащитник клуба «Луго».
Дебютировал в чемпионате Испании 17 мая 2009 года в матче 36-го тура против «Мальорки». Он сыграл весь матч и получил жёлтую карточку.
Дебютировал за «Малагу» 30 августа 2009 года в матче 1-го тура чемпионата Испании против «Атлетико Мадрид». Он сыграл весь матч и забил свой первый гол. В июле 2010 года был отдан в аренду клубу «Леванте».